# Placida
Placida är ett släkte av snäckor som beskrevs av Trinchese 1876. Placida ingår i familjen Stiligeridae.
Kladogram enligt Catalogue of Life och Dyntaxa:
| Placida | \| \| Placida dendritica \| \| \| \| \| \| Placida kingstoni \| \| \| \| |
|         | \| \| Placida dendritica \| \| \| \| \| \| Placida kingstoni \| \| \| \| |
|         | Alderia                                                                  |
|         |                                                                          |
|         | Aplysiopsis                                                              |
|         |                                                                          |
|         | Calliopaea                                                               |
|         |                                                                          |
|         | Ercolania                                                                |
|         |                                                                          |
|         | Hermaea                                                                  |
|         |                                                                          |
|         | Hermaeopsis                                                              |
|         |                                                                          |
|         | Olea                                                                     |
|         |                                                                          |
|         | Stiliger                                                                 |
|         |                                                                          |
|         | Placida dendritica                                                       |
|         |                                                                          |
|         | Placida kingstoni                                                        |
|         |                                                                          |

|  | Placida dendritica |
|  |                    |
|  | Placida kingstoni  |
|  |                    |